# 4301 Boyden
4301 Boyden је астероид главног астероидног појаса са средњом удаљеношћу од Сунца која износи 3,106 астрономских јединица (АЈ).
Апсолутна магнитуда астероида је 12,2.